# Edicions del Pirata
Edicions del Pirata és una editorial independent dedicada a la literatura infantil i juvenil en català. Té la seu a Sabadell i fou creada l'any 2004 per Maria Grau. L'actual director és Bernat Cussó i Grau.
El catàleg conté més de 120 títols d'autors majoritàriament catalans (hi podem trobar Joaquim Carbó, Dolors Garcia i Cornellà, Jordi Sierra i Fabra, Albert Jané, Pep Albanell, Jordi Ortiz, Oriol Vergés, Joan de Déu Prats…) tot i que també d'autors d'èxit internacional (Ursel Scheffler, Stefan Wilfert, Jonny Duddle…).
De les seves publicacions també s'ha de destacar els il·lustradors que des de l'inici han enriquit les obres que tenen com a objectiu promoure l'hàbit de la lectura dels més menuts i dels joves. L'editorial facilita a la web propostes didàctiques de la majoria de les publicacions.
Edicions del Pirata ha ampliat el seu àmbit de difusió amb la creació del segell Editorial el Pirata, que publica llibres infantils en castellà per a Espanya i Llatinoamèrica. També ha començat recentment a publicar alguns llibres en anglès.